# Nordijska kombinacija na Zimskih olimpijskih igrah 1968
Nordijska kombinacija na Zimskih olimpijskih igrah 1968.

## Rezultati
| Poz    | Tekmovalec        | Rezultat |
| ------ | ----------------- | -------- |
| Zlato  | Franz Keller      | 449,04   |
| Srebro | Alois Kälin       | 447,99   |
| Bron   | Andreas Kunz      | 444,10   |
| 4      | Tomáš Kučera      | 434,14   |
| 5      | Ezio Damolin      | 429,54   |
| 6      | Józef Gasienica   | 428,78   |
| 7      | Robert Makara     | 426,92   |
| 8      | Vjačeslav Drjagin | 424,38   |